# Arvo Ylppö

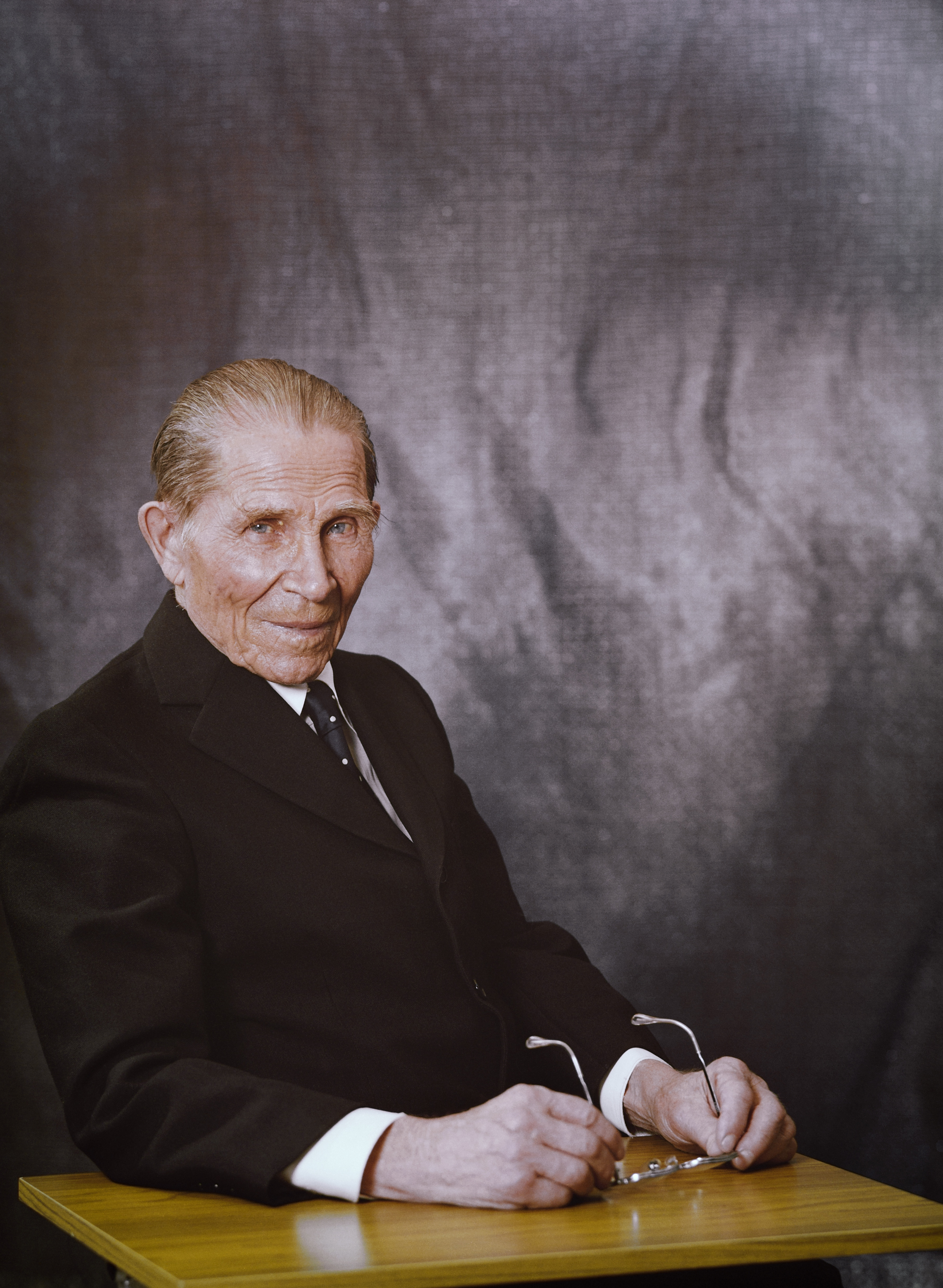
Arvo Ylppö år 1978.

Arvo Henrik Ylppö, född 27 oktober 1887 i Ackas i västra Finland, död 28 januari 1992 i Helsingfors, var en finländsk barnläkare, arkiater och professor i pediatrik. Ylppö var internationellt känd för sin forskning rörande vården av prematura, d.v.s. för tidigt födda, barn. I Finland känner man honom också som pionjär för finsk rådgivning i moderskaps- och barnavårdsfrågor.

## Biografi
Ylppö disputerade för medicine doktorsgraden när han var 26 år. Han började sin karriär som forskare och läkare först i Tyskland i en inrättning för barnavård och forskning som hette "Kaiserin Auguste Victoria Haus". Där gjorde han också sin doktorsavhandling.
Speciellt under första världskriget fick Ylppö i Berlin hela tiden mer och mer arbete som läkare. Han lärde sig till och med Berlinerisch-dialekten för att vinna förtroende hos sina patienter. Snart krävde mödrar till små barn att just "der kleine Berliner" skulle sköta om deras barn. Ylppö upptäckte i sin forskning att prematurer dog när de hade någon sjukdom som skulle vara möjlig att bota och att orsaken inte var omognad som man trodde allmänt då.
Ylppö var ordförande i Mannerheims barnskyddsförbund 1920–1960, hedersordförande därefter. Ylppö var överläkare vid sjukhuset Barnets borg (finska: Lastenlinna) 1920-1963. Han fick arkiaters titel 1952. Arkiater betyder den äldste läkaren och är i Finland den högsta hedersbetygelsen som en läkare kan få. Endast en läkare får titeln under varje tidsperiod.
Ylppö spelade också en stor roll i den finska läkemedelsindustrin. Han var medlem av läkemedelsfabriken Orions administrativa enheter under 46 år och delade med sig av sina erfarenheter till utvecklingen av nya läkemedel. Han ansåg att inhemsk läkemedelsindustri var viktig för folket.
Ylppö utnämndes till hedersdoktor vid Åbo universitet 1982.
Arvo Ylppö var gift två gånger, hans första hustru hette Marjatta Wegelius och hans andra var läkaren Lea Jokelainen. I det första äktenskapet föddes två barn och i det andra fyra. Ylppös föräldrar var jordbrukaren Heikki Ylppö och dennes hustru Henriikka Maunu.
Ylppö publicerade många vetenskapliga artiklar i pediatrik. 1964 publicerade han sina memoarer som på finska hette Elämäni pienten ja suurten parissa och på svenska Mitt liv bland små och stora. Minnesbilder och bildminnen. Han hade ett stort intresse för konst och en utsökt konstsamling i sitt hem. Hans hobby var idrott och friluftsliv, bland annat fiske.
Som pensionerad blev han en nationalsymbol för långt liv och hälsosamt levnadssätt. Ylppö dog 1992 vid 104 års ålder. Ett frimärke med hans bild publicerades när han fyllde 100 år 1987. Han är begravd på Sandudds begravningsplats i Helsingfors.
Arvo Ylppö har också givit sitt namn åt en medalj, som delas ut till särskilt förtjänta barnläkare. Den delades ut första gången år 1957. De första medaljerna gick till Ylppö själv och till den amerikanske barnläkaren Clement Smith.

## Referenser

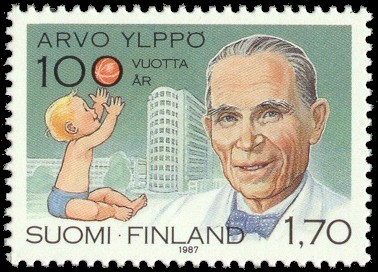
Ylppö på ett finländskt frimärke från 1987.

## Utmärkelser
- Asteroiden 2846 Ylppö[13]

- Kommendörstecknet av Finlands Vita Ros’ orden,  1930[4]
- Finlands Röda Kors’ förtjänstmedalj i brons,  1932[4]
- Finlands Röda Kors’ förtjänstmedalj i silver,  1942[4]
- Kommendör av Nordstjärneorden,  1949[4]
- Kommendörstecknet av I klass av Finlands Lejons orden,  6 december 1949[5]
- Kommendör av första graden av Dannebrogorden,  1958[4]
- Tunisiens republikorden,  1965[4]
- Storkorset av Finlands Vita Ros’ orden,  6 december 1982[6]
- Hederstecknet för mänsklig barmhärtighet[7]
- Förbundsrepubliken Tysklands förtjänstorden - stora kommendörskorset[8]
- Storofficer av Majorden[4]
- Kommendör av folkhälsoorden[4]
- Kommendör av Dannebrogorden[9]

[Redigera Wikidata]